# 施塔特贝根
施塔特贝根（德語：Stadtbergen，發音：[ʃtatˈbɛʁɡn̩] ⓘ）是德国巴伐利亚州施瓦本行政区奥格斯堡县的城市，面积11.49平方千米，2023年12月31日人口为15,614人。

## 友好城市
- 日本 福岛县（1974年）
- 多哥 巴吉达（德语：Baguida）（1986年）
- 法國 布里孔特罗贝尔（1987年）
- 德国 奥尔伯恩豪（1989年）
- 義大利 巴尼奥洛梅拉（2004年）